# Hulugalakunte, Hiriyur
Hulugalakunte là một làng thuộc tehsil Hiriyur, huyện Chitradurga, bang Karnataka, Ấn Độ.